# Франкавілла-Бізіо
Франкавілла-Бізіо (італ. Francavilla Bisio, п'єм. Francavila) — муніципалітет в Італії, у регіоні П'ємонт,  провінція Алессандрія.
Франкавілла-Бізіо розташована на відстані близько 440 км на північний захід від Рима, 90 км на південний схід від Турина, 22 км на південний схід від Алессандрії.
Населення — 543 особи (2014).
Щорічний фестиваль відбувається 21 травня. 

## Демографія
Населення за роками:

Станом на 1 січня 2023 року в муніципалітеті офіційно проживали 23 іноземці з 9 країн, серед них 7 громадян країн Євросоюзу та 7 громадян України.

## Сусідні муніципалітети
- Базалуццо
- Капріата-д'Орба
- Гаві
- Пастурана
- Сан-Кристофоро
- Тассароло